# Stevie Shears
Stevie Shears (llamado también Steve Shears o Steven Shears) es un músico conocido por ser el guitarrista original de la banda New Wave Ultravox! (luego llamada Ultravox), de la cual formó parte desde 1973 hasta 1978.

## Biografía

### Tiger Lily y Ultravox!
Aparentemente residía en Dagenham, Londres, donde había formado parte de diferentes bandas (una de ellas incluía a Paul Speare, saxofonista de Dexys Midnight Runners) y trabajaba en una fábrica de pintura. A comienzos de los años setenta, atendió a un aviso publicitario solicitado por Dennis Leigh (luego conocido como John Foxx) en la revista Melody Maker en busca de músicos para su banda. Se une a Leigh y al bajista Chris St. John en la naciente banda, llamada Tiger Lily (uniéndose al poco tiempo el baterista Warren Cann y el violinista y tecladista Billy Currie), participando en el sencillo Ain't Misbehavin de 1975. En 1976 el grupo, liderados por Leigh autonombrado artiscamente como John Foxx, se comienza a llamar Ultravox!, lanzando el álbum homónimo Ultravox! y Ha! Ha! Ha!, ambos de 1977. A comienzos de 1978, luego de una gira, fue expulsado, ya que era considerado como un "factor límite" para la banda, en palabras del baterista Warren Cann. El grupo no tenía el éxito comercial que esperaría hasta la partida de su líder John Foxx al año siguiente.

### Otras bandas
Luego de su separación de Ultravox, forma una banda de corta duración con Ice, bajista de Gloria Mundi y luego otra llamada New Men con Jason Guy, proyecto que se ve interrumpido cuando se adiciona a la última alineación de Cowboys International, grupo new wave con cierta trayectoria, para cuyo cantante, Ken Lockie, colabora poco después en su álbum solista The Impossible. Posteriormente, se reúne con Jason Guy en una dúo llamado Faith Global, el cual lanza el EP Earth Report (1982) y el álbum The Same Mistakes (1983). Probablemente después de eso, Shears se retiró de la música.
En el año 2000 todavía tocaba guitarra.

## Estilo
Shears es más conocido por su etapa con Ultravox!. Su estilo desordenado y fuerte de tocar guitarra eléctrica es admirada por unos y hablada mal por otros. Billy Currie lo elogió por su estilo en la canción "Young Savage", Vincent Gallo lo comparó con John McGeoch y Keith Levene como uno de los mejores guitarristas de la década de los setenta, otros admiraban su estilo en el álbum Ha!-Ha!-Ha!; por otro lado, Warren Cann, durante una entrevista, habló de él como el peor guitarrista con quien había trabajado, y Lobby Loyde declaró que Shears tenía un estilo terrible.

## Discografía

### Ultravox!
Álbumes:
- Ultravox! (1977)
- Ha! Ha! Ha! (1977)

EP:
- Retro (1978)

Compilatorios:
- Three Into One (1980)
- The Peel Sessions (1987)
- Slow Motion (1993)
- The Island Years (1999)

### Cowboys International
- "Too Much Too Little": canción que puede ser escuchada en el álbum-compilatorio Revisited (2004), actualmente catalogado en CD.

### Ken Lockie
- The Impossible (álbum) (1981)
- Today (sencillo) (1981)

### Faith Global
Álbumes:
- The Same Mistakes (1983)

Singles:
- Earth Report (1982)